# Волга (пароход, 1844)
«Волга» — колесный пароход Каспийской флотилии Российской империи.

## Описание парохода
Колёсный пароход с железным корпусом. Длина судна составляла 24,84 метра, ширина — 6,28 метра, осадка — 1,98 метра. На пароходе была установлена паровая машина мощностью 30 номинальных лошадиных сил и два бортовых гребных колеса, также он был оснащён парусным вооружением.

## История службы
Колёсный пароход «Волга» был заложен в Лондоне, на заводе Ренни, за 22569 рублей, спуск судна на воду состоялся в 1844 году, после чего пароход был вновь разобран и по частям доставлен из Англии в Россию. Сведений о корабельном мастере, построившем судно не сохранилось. В том же году в составе отряда из 12 судов под командованием лейтенанта Н. А. Аркаса по внутренним водным путям по маршруту Санкт-Петербург — Нева — Ладожское озеро — Вытегра — Мариинский канал — Ковжа — Белое озеро — Шексна — Волга совершил переход в Астрахань. По прибытии в Астрахань пароход вошёл в состав Каспийской флотилии России.
В 1845 году пароход выходил в плавания в Каспийское море. C 1846 по 1855 год состоял на почтовом сообщении между портами Каспийского моря.
19 сентября (1 октября) 1852 года в составе отряда капитана 2-го ранга И. И. Свинкина, состоявшего помимо парохода из шхун «Комар» и «Тарантул», участвовал в обстреле аула Гасан-Кули и высадке десанта в ответ на обстрел туркменами брига «Мангишлак». Корабли отряда подвели на буксире к берегу лодки, вооружённые однофунтовыми фальконетами и заняли позицию напротив посёлка. Гассанкулинцам было предложено освободить захваченных при нападении на бриг пленников и выдать ответственных за организацию нападения. В связи с тем, что ответ получен не был, огнем с судов и лодок отряда, несмотря на ответный ружейный огонь с берега, было уничтожено 26 находившихся у посёлка киржимов. Уничтожение флотилии привело к снижению в течение последующих двух лет пиратской активности и возвращению через посредников восьми подданных Российской империи и нескольких персидских пленников захваченных в разное время на Каспии.
24 сентября (6 октября) 1860 года государь император высочайше повелеть соизволил: состоящий при Астраханском порте 30-ти сильный пароход «Волга», обращаемый, по неблагонадежности к морскому плаванию, в догрузное судно, исключить из списков судов флота. Но, по снятии с него машины и по тщательном осмотре корпуса на стапеле, оказалось, что железо до того проржавело, что корпус парохода не может быть исправлен до состояния, в котором он мог бы держаться на воде, и потому он не может быть обращён в догрузное портовое судно, а подлежит разборке или продаже.

## Командиры парохода
Командирами парохода «Волга» в составе Российского императорского флота в разное время служили:
- лейтенант М. П. Комаровский (1845—1847 годы)[комм. 5][11];
- лейтенант И. М. Жеребцов (1846—1849 годы)[комм. 6][12];
- лейтенант К. А. Бибиков (1849—1852 годы)[13][14][15].
- лейтенант П. О. Ристори (1852—1854 годы)[14][16][17].
- лейтенант К. Е. Баумгартен (1854—1856 годы)[18][19][17][20].
- лейтенант А. С. Болтин (1856—1857 годы)[комм. 7][24][25][26].
- лейтенант А. К. фон Геллесем (1857—1860 годы)[27][28][29].